# خوان پابلو پاسلیا
خوان پابلو پاسلیا (انگلیسی: Juan Pablo Passaglia؛ زادهٔ ۲۴ مهٔ ۱۹۸۹) بازیکن فوتبال اهل آرژانتین است.
از باشگاه‌هایی که در آن بازی کرده‌است می‌توان به باشگاه فوتبال ریور پلاته و باشگاه فوتبال اونیورسیداد شیلی اشاره کرد.